# Campeonato Mineiro de Voleibol Masculino de 2021
O Campeonato Mineiro de Voleibol Masculino de 2021 foi a edição desta competição organizada pela Federação Mineira de Vôlei. Participam do torneio quatro equipes provenientes dos municípios mineiros Belo Horizonte, Contagem, Montes Claros e Uberlândia, além de uma equipe convidada de Taguatinga. A primeira fase no período de 16 de setembro a 8 de outubro, todos os jogos realizados em vários estádios, na fase classificatória: Tancredo Neves, Ginásio Poliesportivo do Riacho, Arena Minas.
O Sada Cruzeiro obteve seu décimo terceiro título na história da competição, sendo o seu décimo segundo consecutivamente, ao derrotar o Minas Tênis Clube.O América Montes Claros completou o pódio, vencendo o Brasília Vôlei na definição do terceiro lugar.

## Sistema de disputa
O torneio será disputado em fase classificatória, sete equipes divididas em dois grupos, um com três participantes e outro com quatro; e fase final abrangendo semifinal, final e disputa de terceiro lugar, definindo assim o pódio.

## Equipes participantes
Equipes que disputam a Campeonato Mineiro de Voleibol Masculino de 2021:
| Equipe                      | Cidade         | Última participação | Mineiro 2020 |
| --------------------------- | -------------- | ------------------- | ------------ |
| Sada Cruzeiro               | Contagem       | Mineiro 2020        | 1º           |
| Minas Tênis Clube           | Belo Horizonte | Mineiro 2020        | 2º           |
| Montes Claros América Vôlei | Montes Claros  | Mineiro 2020        | 3º           |
| Gabarito Uberlândia         | Uberlândia     | Mineiro 2020        | 4º           |
| Brasília Vôlei              | Taguatinga     | -                   | estreante    |
| Praia Clube/Uberlândia      | Uberlândia     | -                   | estreante    |
| Olympico/Blumenau           | Belo Horizonte | -                   | estreante    |

### Classificação
- Vitória por 3 sets a 0 ou 3 a 1: 3 pontos para o vencedor;
- Vitória por 3 sets a 2: 2 pontos para o vencedor e 1 ponto para o perdedor.
- Não comparecimento, a equipe perde 2 pontos.
- Em caso de igualdade por pontos, os seguintes critérios servem como desempate: número de vitórias, média de sets e média de pontos.

## Fase classificatória

### Grupo A
|     |                             |     | Jogos | Jogos | Jogos | Resultados | Resultados | Resultados | Resultados | Resultados | Resultados | Sets | Sets | Sets  | Pontos | Pontos | Pontos |
| Pos | Equipe                      | Pts | T     | V     | D     | 3–0        | 3–1        | 3–2        | 2–3        | 1–3        | 0–3        | V    | P    | R     | V      | P      | R      |
| --- | --------------------------- | --- | ----- | ----- | ----- | ---------- | ---------- | ---------- | ---------- | ---------- | ---------- | ---- | ---- | ----- | ------ | ------ | ------ |
| 1   | Sada Cruzeiro               | 6   | 2     | 2     | 0     | 2          | 0          | 0          | 0          | 0          | 0          | 6    | 0    | MAX   | 150    | 105    | 1.429  |
| 2   | Montes Claros América Vôlei | 3   | 2     | 1     | 1     | 1          | 0          | 0          | 0          | 0          | 1          | 3    | 3    | 1,000 | 129    | 129    | 1,000  |
| 3   | Praia Clube/Uberlândia      | 0   | 2     | 0     | 2     | 0          | 0          | 0          | 0          | 0          | 2          | 0    | 6    | 0,000 | 105    | 150    | 0.700  |

Resultados
| 16 de setembro de 2021 19:00 Relatório | Montes Claros América Vôlei | 0 — 3             | Sada Cruzeiro | Tancredo Neves, Montes Claros |
| 16 de setembro de 2021 19:00 Relatório | 17 20 17                    | Set 1 Set 2 Set 3 | 25            | Tancredo Neves, Montes Claros |

| 17 de setembro de 2021 19:00 Relatório | Sada Cruzeiro | 3 — 0             | Praia Clube/Uberlândia | Tancredo Neves, Montes Claros |
| 17 de setembro de 2021 19:00 Relatório | 25            | Set 1 Set 2 Set 3 | 16 17 18               | Tancredo Neves, Montes Claros |

| 18 de setembro de 2021 17:00 Relatório | Montes Claros América Vôlei | 3 — 0             | Praia Clube/Uberlândia | Tancredo Neves, Montes Claros |
| 18 de setembro de 2021 17:00 Relatório | 25                          | Set 1 Set 2 Set 3 | 18 22 14               | Tancredo Neves, Montes Claros |

### Grupo B
|     |                     |     | Jogos | Jogos | Jogos | Resultados | Resultados | Resultados | Resultados | Resultados | Resultados | Sets | Sets | Sets  | Pontos | Pontos | Pontos |
| Pos | Equipe              | Pts | T     | V     | D     | 3–0        | 3–1        | 3–2        | 2–3        | 1–3        | 0–3        | V    | P    | R     | V      | P      | R      |
| --- | ------------------- | --- | ----- | ----- | ----- | ---------- | ---------- | ---------- | ---------- | ---------- | ---------- | ---- | ---- | ----- | ------ | ------ | ------ |
| 1   | Minas Tênis Clube   | 8   | 3     | 3     | 0     | 0          | 2          | 1          | 0          | 0          | 0          | 9    | 4    | 2.250 | 307    | 259    | 1.185  |
| 2   | Gabarito Uberlândia | 6   | 3     | 2     | 1     | 1          | 1          | 0          | 0          | 1          | 0          | 7    | 4    | 1.750 | 252    | 100    | 2.520  |
| 3   | Brasília Vôlei      | 3   | 3     | 1     | 2     | 0          | 1          | 0          | 0          | 2          | 0          | 5    | 7    | 0.714 | 269    | 281    | 0.957  |
| 4   | Olympico/Blumenau   | 1   | 3     | 0     | 3     | 0          | 0          | 0          | 1          | 1          | 1          | 3    | 9    | 0.333 | 241    | 279    | 0.864  |

Resultados
| 23 de setembro de 2021 18:00 Relatório | Brasília Vôlei | 1 — 3                   | Gabarito Uberlândia | Ginásio General Rubens Mário Brum, Araguari |
| 23 de setembro de 2021 18:00 Relatório | 25 21 18       | Set 1 Set 2 Set 3 Set 4 | 23 25               | Ginásio General Rubens Mário Brum, Araguari |

| 23 de setembro de 2021 20:00 Relatório | Olympico/Blumenau | 2 — 3                         | Minas Tênis Clube | Ginásio General Rubens Mário Brum, Araguari |
| 23 de setembro de 2021 20:00 Relatório | 25 17 25 14 10    | Set 1 Set 2 Set 3 Set 4 Set 5 | 22 25 22 25 15    | Ginásio General Rubens Mário Brum, Araguari |

| 24 de setembro de 2021 18:00 Relatório | Brasília Vôlei | 3 — 1                   | Olympico/Blumenau | Ginásio General Rubens Mário Brum, Araguari |
| 24 de setembro de 2021 18:00 Relatório | 25 20 25       | Set 1 Set 2 Set 3 Set 4 | 21 23 25 16       | Ginásio General Rubens Mário Brum, Araguari |

| 25 de setembro de 2021 18:00 Relatório | Minas Tênis Clube | 3 — 1                   | Brasília Vôlei | Ginásio General Rubens Mário Brum, Araguari |
| 25 de setembro de 2021 18:00 Relatório | 25 23 25          | Set 1 Set 2 Set 3 Set 4 | 21 25 21 22    | Ginásio General Rubens Mário Brum, Araguari |

| 25 de setembro de 2021 18:00 Relatório | Gabarito Uberlândia | 3 — 0             | Olympico/Blumenau | Ginásio General Rubens Mário Brum, Araguari |
| 25 de setembro de 2021 18:00 Relatório | 25                  | Set 1 Set 2 Set 3 | 21 23 21          | Ginásio General Rubens Mário Brum, Araguari |

| 1 de outubro de 2021 19:00 Relatório | Gabarito Uberlândia | 1 — 3                   | Minas Tênis Clube | Ginásio General Rubens Mário Brum, Araguari |
| 1 de outubro de 2021 19:00 Relatório | 17 27 17 18         | Set 1 Set 2 Set 3 Set 4 | 25                | Ginásio General Rubens Mário Brum, Araguari |

## Segunda fase
Os participantes do Grupo A enfrentaram os do Grupo B, e pontos são cumulativos da fase de grupos.
|  |                                    |
|  | Equipe classificada às semifinais. |

|     |                             |     | Jogos | Jogos | Jogos | Resultados | Resultados | Resultados | Resultados | Resultados | Resultados | Sets | Sets | Sets  | Pontos | Pontos | Pontos |
| Pos | Equipe                      | Pts | T     | V     | D     | 3–0        | 3–1        | 3–2        | 2–3        | 1–3        | 0–3        | V    | P    | R     | V      | P      | R      |
| --- | --------------------------- | --- | ----- | ----- | ----- | ---------- | ---------- | ---------- | ---------- | ---------- | ---------- | ---- | ---- | ----- | ------ | ------ | ------ |
| 1   | Sada Cruzeiro               | 17  | 6     | 6     | 0     | 5          | 0          | 1          | 0          | 0          | 0          | 18   | 2    | 9,000 | 408    | 355    | 1.149  |
| 2   | Minas Tênis Clube           | 13  | 6     | 4     | 2     | 1          | 2          | 1          | 2          | 0          | 0          | 16   | 10   | 1.600 | 581    | 545    | 1.066  |
| 3   | Montes Claros América Vôlei | 9   | 6     | 3     | 3     | 1          | 1          | 1          | 1          | 1          | 1          | 12   | 12   | 1,000 | 544    | 129    | 4.217  |
| 4   | Brasília Vôlei              | 9   | 6     | 3     | 3     | 0          | 3          | 0          | 0          | 2          | 1          | 11   | 12   | 0.917 | 517    | 536    | 0.965  |
| 5   | Gabarito Uberlândia         | 8   | 6     | 3     | 3     | 1          | 1          | 1          | 0          | 2          | 1          | 11   | 12   | 0.917 | 502    | 384    | 1.307  |
| 6   | Olympico/Blumenau           | 6   | 6     | 2     | 4     | 1          | 0          | 1          | 1          | 1          | 2          | 9    | 14   | 0.643 | 501    | 533    | 0.940  |
| 7   | Praia Clube/Uberlândia      | 1   | 6     | 0     | 6     | 0          | 0          | 0          | 1          | 1          | 4          | 3    | 18   | 0.167 | 417    | 516    | 0.808  |

Resultados
| 29 de setembro de 2021 17:00 Relatório | Montes Claros América Vôlei | 3 — 1                   | Gabarito Uberlândia | Ginásio Poliesportivo do Riacho, Contagem |
| 29 de setembro de 2021 17:00 Relatório | 25 19 25                    | Set 1 Set 2 Set 3 Set 4 | 23 21 25 16         | Ginásio Poliesportivo do Riacho, Contagem |

| 29 de setembro de 2021 20:00 Relatório | Olympico/Blumenau | 3 — 0             | Praia Clube/Uberlândia | Olympico Club (Belo Horizonte), Belo Horizonte |
| 29 de setembro de 2021 20:00 Relatório | 25 30 25          | Set 1 Set 2 Set 3 | 21 28 19               | Olympico Club (Belo Horizonte), Belo Horizonte |

| 29 de setembro de 2021 20:00 Relatório | Sada Cruzeiro | 3 — 2                         | Minas Tênis Clube | Ginásio Poliesportivo do Riacho, Contagem |
| 29 de setembro de 2021 20:00 Relatório | 25 21 22 15   | Set 1 Set 2 Set 3 Set 4 Set 5 | 17 13 25 11       | Ginásio Poliesportivo do Riacho, Contagem |

| 30 de setembro de 2021 15:00 Relatório | Gabarito Uberlândia | 3 — 2                         | Praia Clube/Uberlândia | Ginásio Poliesportivo do Riacho, Contagem |
| 30 de setembro de 2021 15:00 Relatório | 30 18 20 25 20      | Set 1 Set 2 Set 3 Set 4 Set 5 | 28 25 19 18            | Ginásio Poliesportivo do Riacho, Contagem |

| 30 de setembro de 2021 17:00 Relatório | Brasília Vôlei | 3 — 1                   | Montes Claros América Vôlei | Ginásio Poliesportivo do Riacho, Contagem |
| 30 de setembro de 2021 17:00 Relatório | 20 27 31       | Set 1 Set 2 Set 3 Set 4 | 25 29                       | Ginásio Poliesportivo do Riacho, Contagem |

| 30 de setembro de 2021 19:00 Relatório | Olympico/Blumenau | 0 — 3             | Sada Cruzeiro | Ginásio Poliesportivo do Riacho, Contagem |
| 30 de setembro de 2021 19:00 Relatório | 19 20 23          | Set 1 Set 2 Set 3 | 25            | Ginásio Poliesportivo do Riacho, Contagem |

| 1 de outubro de 2021 15:00 Relatório | Montes Claros América Vôlei | 2 — 3                         | Olympico/Blumenau | Arena Minas, Belo Horizonte |
| 1 de outubro de 2021 15:00 Relatório | 20 31 25 10                 | Set 1 Set 2 Set 3 Set 4 Set 5 | 25 33 22 23 15    | Arena Minas, Belo Horizonte |

| 1 de outubro de 2021 17:00 Relatório | Sada Cruzeiro | 3 — 0             | Brasília Vôlei | Arena Minas, Belo Horizonte |
| 1 de outubro de 2021 17:00 Relatório | 25            | Set 1 Set 2 Set 3 | 15 17 13       | Arena Minas, Belo Horizonte |

| 4 de outubro de 2021 19:00 Relatório | Minas Tênis Clube | 3 — 0             | Praia Clube/Uberlândia | Arena Minas, Belo Horizonte |
| 4 de outubro de 2021 19:00 Relatório | 25                | Set 1 Set 2 Set 3 | 17 16 20               | Arena Minas, Belo Horizonte |

| 2 de outubro de 2021 15:00 Relatório | Praia Clube/Uberlândia | 1 — 3                   | Brasília Vôlei | Arena Minas, Belo Horizonte |
| 2 de outubro de 2021 15:00 Relatório | 18 15 25 18            | Set 1 Set 2 Set 3 Set 4 | 25 23 25       | Arena Minas, Belo Horizonte |

| 2 de outubro de 2021 17:00 Relatório | Sada Cruzeiro | 3 — 0             | Gabarito Uberlândia | Arena Minas, Belo Horizonte |
| 2 de outubro de 2021 17:00 Relatório | 25            | Set 1 Set 2 Set 3 | 18 17               | Arena Minas, Belo Horizonte |

| 2 de outubro de 2021 19:00 Relatório | Minas Tênis Clube | 2 — 3                         | Montes Claros América Vôlei | Arena Minas, Belo Horizonte |
| 2 de outubro de 2021 19:00 Relatório | 23 25 22 25 13    | Set 1 Set 2 Set 3 Set 4 Set 5 | 25 20 25 21 15              | Arena Minas, Belo Horizonte |

## Fase final
- Todos os jogos no horário do Brasil.
- Local:Ginásio Poliesportivo do Riacho, Contagem

|  | Semifinais                  | Semifinais           |   |                      | Final                       | Final |  |
|  |                             |                      |   |                      |                             |       |  |
|  | 7 de outubro - 18ː00        |                      |   |                      |                             |       |  |
|  | Minas Tênis Clube           | 3                    |   |                      |                             |       |  |
|  | Montes Claros América Vôlei | 1                    |   |                      |                             |       |  |
|  |                             |                      |   |                      |                             |       |  |
|  |                             |                      |   |                      | 8 de outubro - 19ː00        |       |  |
|  |                             |                      |   |                      | Sada Cruzeiro               | 3     |  |
|  |                             | Minas Tênis Clube    | 1 |                      |                             |       |  |
|  |                             |                      |   |                      |                             |       |  |
|  |                             |                      |   |                      |                             |       |  |
|  |                             |                      |   |                      | Terceiro lugar              |       |  |
|  | 7 de outubro - 20ː30        | 7 de outubro - 20ː30 |   | 8 de outubro - 17ː00 | 8 de outubro - 17ː00        |       |  |
|  | Sada Cruzeiro               | 3                    |   | Brasília Vôlei       | 0                           |       |  |
|  | Brasília Vôlei              | 0                    |   |                      | Montes Claros América Vôlei | 3     |  |

### Semifinal
| 7 de outubro de 2021 18:00 Relatório | Minas Tênis Clube | 3 — 1                   | Montes Claros América Vôlei | Ginásio Poliesportivo do Riacho, Contagem |
| 7 de outubro de 2021 18:00 Relatório | 25 19 25          | Set 1 Set 2 Set 3 Set 4 | 19 25 20 23                 | Ginásio Poliesportivo do Riacho, Contagem |

| 7 de outubro de 2021 20:30 Relatório | Sada Cruzeiro | 3 — 0             | Brasília Vôlei | Ginásio Poliesportivo do Riacho, Contagem |
| 7 de outubro de 2021 20:30 Relatório | 25            | Set 1 Set 2 Set 3 | 18 13 19       | Ginásio Poliesportivo do Riacho, Contagem |

### Terceiro lugar
| 8 de outubro de 2021 18:00 Relatório | Brasília Vôlei | 0 — 3             | Montes Claros América Vôlei | Ginásio Poliesportivo do Riacho, Contagem |
| 8 de outubro de 2021 18:00 Relatório | 18 20 17       | Set 1 Set 2 Set 3 | 25                          | Ginásio Poliesportivo do Riacho, Contagem |

### Final
| 8 de outubro de 2021 20:30 Relatório | Sada Cruzeiro | 3 — 1                   | Minas Tênis Clube | Ginásio Poliesportivo do Riacho, Contagem |
| 8 de outubro de 2021 20:30 Relatório | 25 27 24 25   | Set 1 Set 2 Set 3 Set 4 | 21 25 26 21       | Ginásio Poliesportivo do Riacho, Contagem |

## Classificação final
| Classficação | Equipe                      |
| ------------ | --------------------------- |
| 1            | Sada Cruzeiro               |
| 2            | Minas Tênis Clube           |
| 3            | Montes Claros América Vôlei |
| 4            | Brasília Vôlei              |
| 5            | Gabarito Uberlândia         |
| 6            | Olympico/Blumenau           |
| 7            | Praia Clube/Uberlândia      |

## Premiações
| Campeonato Mineiro de 2021               |
| ---------------------------------------- |
| Sada Cruzeiro Vôlei Campeão (13º título) |